# Giuseppe Pastore (pittore)
Giuseppe Pastore (Venezia, 15 dicembre 1935 – Foligno, 20 luglio 1999) è stato un pittore, scenografo e regista italiano.

## Biografia
Giuseppe (Bepi) Pastore studia all'Accademia di belle arti di Venezia sotto la guida di Bruno Saetti e Luciano Gaspari.
Dal 1954 al 1960 fa parte del gruppo di pittori neorealistici veneziani ed in questo periodo espone i suoi lavori in numerose mostre sia personali che collettive, tra queste, le rassegne annuali della Opera Bevilacqua La Masa dove espongono gli artisti veneziani di maggior prestigio. È membro fondatore dell’Associazione Veneta degli artisti figurativi.
Nel 1960 lascia l'Italia per lavorare come pittore e grafico in Francia, Svizzera, Germania e Finlandia. Nel 1962 si stabilisce a Berlino Ovest dove affianca al lavoro di pittore quello di giornalista e scenografo.
Collabora con la redazione italiana di Radio Berlino Internazionale per le trasmissioni culturali a favore dei lavoratori italiani emigrati fino al 1964, anno in cui si trasferisce a Berlino Est.
Dal 1964 al 1968 è scenografo fisso al Deutsches Theater di Berlino Est, collabora con altri teatri tedeschi (Maxim-Gorki-Theater e Berliner Ensemble) e con la Deutschen Fernsehfunk. In questo periodo, su incarico del Deutsches Theater e dell'Accademia di belle Arti di Berlino Est, promuove una collaborazione con il Comune di Venezia per l'organizzazione della mostra di opere di Heinrich Kilger (Venezia 4 – 15 febbraio 1967), prima mostra ufficiale di un'artista della Repubblica Democratica Tedesca in Italia. Collabora con una casa editrice tedesca come traduttore di testi teatrali, di poesie e di canti popolari italiani.
Dal 1968 al 1970 è consigliere artistico dell'intendente generale, nonché membro della direzione dei Teatri della città di Magdeburgo, dove lavora come scenografo, regista, traduttore e rielaboratore di testi. Coordina vari gruppi di lavoro, fra cui gruppi di giovani autori drammatici e gruppi di interscambio con le fabbriche e con l'Università. È membro ospite (denominazione per i membri di nazionalità non tedesca) dell’Associazione degli Artisti Figurativi della Repubblica Democratica Tedesca e collabora con la Rassegna Internazionale dei Teatri Stabili di Firenze.
Nel 1970 ritorna in Italia, prosegue il suo lavoro di scenografo, regista, traduttore e rielaboratore di testi teatrali. In questo periodo viene anche incaricato di progettare il nuovo Teatro di Gibellina, in Sicilia. Continua a portare avanti la pittura e diventa membro della Società Italiana degli Autori ed Editori.
Tra il 1966 e 1974 è direttore tecnico della Rassegna Internazionale dei Teatri Stabili di Firenze. Svolge l'attività di scenografo su incarico dell'Ente Manifestazioni Genovesi, del Piccolo Teatro (Milano) e del Teatro Argentina. Fa regie e traduce per la RAI e per il Teatro Argentina. Lavora come scenografo e grafico su incarico dell’Istituto Nazionale per il Commercio con l'Estero. In questo periodo collabora con la rivista Sipario.
Dal 1974 al 1999 è  responsabile per il teatro della Regione Umbria. Organizza e dirige vari progetti per la vita teatrale umbra, fra gli altri, il recupero dei teatri storici della regione (l'Umbria sarà la prima Regione che interviene in questo campo con programmi organici) che saranno restaurati sotto la sua guida.
Tra il 1978 ed 1979 insegna scenografia all’Accademia di Costume e di Moda di Roma, incarico che lascia nell'anno successivo perché incompatibile con gli impegni già assunti in Umbria.
Muore a Foligno il 20 luglio 1999.

## Le opere più importanti

### Mostre
Dal 1954 al 1960 espone i suoi lavori in numerose mostre sia personali che collettive, tra queste, le rassegne annuali dell'Opera Bevilacqua La Masa.
Nel 1973 tiene una mostra personale di pittura in Finlandia.
Nel 1979 il Comune di Foligno organizza una mostra antologica dei suoi lavori di pittura e di teatro.
Nel 1985 il Comune di Perugia gli dedica una mostra dal titolo “ Spazi luoghi teatro. Progetti di scene di costumi e di teatri di Bepi Pastore” allestita alla Rocca Paolina.
Nel 1988 il Ministero della Cultura in Brasile e la Fondazione Nazionale brasiliana di Arte Scenica gli dedica una Mostra personale dal titolo “Trabalhos de Bepi Pastore” a Rio de Janeiro.
Nel 2006 alcune delle sue opere vengono scelte per la mostra TERRA DI MAESTRI ARTISTI UMBRI DEL NOVECENTO 1969 - 1980 a Spello) (Villa Fidelia 15 luglio - 31 ottobre 2006)

### Lavori per il teatro
1964: “La Bella Helena” – Peter Hacks/Jacques Offenbach, – Deutsches Theater, Berlino Est. Assistente per la scenografia: Giuseppe Pastore; scenografia: Heinrich Kilger; regia: Benno Besson
1965: “Il Drago” – Evgeny Shvarts – Deutsches Theater, Berlino Est.
Assistente per la scenografia: Giuseppe Pastore; scenografia: Horst Sagert; regia: Benno Besson
1965: “Enrico IV' – William Shakespeare – Deutsches Theater, Berlino Est.
Assistente per la scenografia: Giuseppe Pastore; scenografia: Heinrich Kilger; regia: Wolfgang Langhoff
1966: “Nathan il Saggio” – Gotthold Ephraim Lessing – Deutsches Theater, Berlino Est. Assistente per la scenografia: Giuseppe Pastore; scenografia: Heinrich Kilger; regia: Frido Solter
1966: “Edipo Tiranno ” – Sofocle – Deutsches Theater, Berlino Est.
Assistente per la scenografia: Giuseppe Pastore; scenografia: Horst Sagert; regia: Benno Besson
1966: “Il Vicario” – Rolf Hochhuth – Deutsches Theater, Berlino Est.
Scenografia e costumi: Giuseppe Pastore;  regia: Erich Engel (produzione interrotta)
1967: “Liolà”  – Luigi Pirandello – Maksim Gorki Theater Berlino Est
Scenografia e costumi: Giuseppe Pastore;  regia: Hans Georg Simmgen
1967: “Come a Voi Piace” – William Shakespeare – Deutsches Theater, Berlino Est.Scenografia: Giuseppe Pastore; regia: Tragelin (produzione interrotta)
1967: “Don Giovanni” – Molière – Deutsches Theater, Berlino Est.
Scenografia: Giuseppe Pastore; regia: Benno Besson (produzione interrotta)
1967: “V come Vietnam” – Armand Gatti – Deutsches Theater, Berlino Est.
Scenografia e costumi: Giuseppe Pastore; regia: Guy de Chambure (produzione interrotta)
1968: “Der Bau” – Heiner Müller – Deutsches Theater, Berlino Est.
Scenografia: Giuseppe Pastore; regia: Benno Besson (produzione interrotta)
1968: “Il Pauroso” – Philipp Hafner – Teatro di Magdeburgo.
Scenografia e costumi: Giuseppe Pastore;  regia: Konrad Zschiedrich
1968: “Molto Rumore per Nulla” – William Shakespeare – Teatro di Magdeburgo.
Scenografia e costumi: Giuseppe Pastore;  regia: Konrad Zschiedrich
1969: “Il Parlamento di Ruzzante” – Angelo Beolco – Teatro di Magdeburgo.
Scenografia, costumi e regia: Giuseppe Pastore
1969: “Il Don Chisciotte Liberato” – Anatolij Lunačarskij – Teatro di Magdeburgo
Scenografia e drammaturgia: Giuseppe Pastore; regia: Fritz Marquardt
1970: “Giulietta e Romeo” – William Shakespeare – Teatro di Magdeburgo
Scenografia e costumi: Giuseppe Pastore;  regia: Konrad Zschiedrich
1971: “Viva Bresci” – Tullio Kesich – Piccolo Teatro di Milano
Scenografia e costumi: Emanuele Luzzati, Giuseppe Pastore; regia: Gianfranco de Bosio
1973: “La Buona Persona di Sezuan” – Bertold Brecht – Teatro Argentina
Traduzione, drammaturgia e coscenografia: Giuseppe Pastore, regia Benno Besson
1975: “Storie per essere raccontate” - Osvaldo Dragun – Associazione emigrati umbri
Regia, scenografia e costumi: Giuseppe Pastore
1977: “Giulietta e Romeo” - William Shakespeare – Teatro Caio Melisso di Spoleto
Regia, scenografia e costumi: Giuseppe Pastore
Realizzato sui lavori del seminario “Gioventù e Società nel Teatro”
1982: “Il Medico per Forza” – Molière – Teatro di Rovaniemi, (Finlandia)
Scenografia e costumi: Giuseppe Pastore; regia: Risto Veste		
1985 “Romeo e Giulietta” – William Shakespeare – Teatro di Lappenranta, (Finlandia)
Scenografia e costumi: Giuseppe Pastore; regia: Timo Närhinsalo

### Lavori per la TV
1968: “Il Borghese Schieppel” – Karl Sternheim - Deutsches Fernsehfunk (TV della DDR)
Scenografia: Giuseppe Pastore;
1969: “Il Bugiardo” – Carlo Goldoni - Deutsches Fernsehfunk (TV della DDR)
Scenografia e costumi: Giuseppe Pastore;  regia: Konrad Zschiedrich
1971: “Il Genovese Liberale” – Lope de Vega – RAI
Scenografia e costumi: Giuseppe Pastore;  regia: Marco Parodi
1972: “Storie per essere raccontate” – Osvaldo Dragun – RAI
Regia: Giuseppe Pastore

### Seminari in Italia
1972: Seminario: “Teatro in Argentina” – Istituto del Teatro Università di Roma
Direzione e allestimento dello spettacolo finale: ‘Storie per essere raccontate” di Osvaldo Dragun.
1975: Seminario “Classe operaia e rinnovamento culturale” – Acciaierie di Terni
Ideazione, organizzazione, direzione dei lavori: Benno Besson, Mamfred Karge, Mathias Langhoff, Giuseppe Pastore.
1977: Seminario: “Gioventù e società nel Teatro” – Comune di Spoleto, Regione dell'Umbria. Realizzato con gli studenti della scuole medie superiori di Spoleto
Direzione dei lavori seminariali: Giuseppe Pastore